# Gian Galeazzo Sforza
Gian Galeazzo II Sforza o Giovan Galeazzo Sforza (Abbiategrasso, 20 de junio de 1469 - Pavía, 21 de octubre de 1494) fue un aristócrata italiano, sexto duque de Milán.

## Síntesis biográfica
Nacido en Abbiategrasso, hijo de Galeazzo Maria Sforza y su segunda esposa, Bona de Saboya. Sólo tenía 7 años de edad cuando en 1476 su padre Galeazzo Sforza fue asesinado, y Gian Galeazzo se convirtió en duque de Milán. Su tío, Ludovico Sforza, actuó como regente para el joven duque pero rápidamente le arrebató todo el poder y se convirtió en el dirigente de facto de Milán durante algún tiempo.
En diciembre de 1488, Gian Galeazzo Sforza (de 19 años) se casó en Tortona (en el norte de Italia) con su prima carnal Isabel de Aragón (de 18 años), princesa de Nápoles.
Para las celebraciones, el maestro de la danza italiana Bergonzio di Botta organizó una elaborada danza de entretenimiento, que se considera el primer ballet clásico (con libreto) de la Historia humana. Los bailes estaban unidos por una narrativa relacionada con el mito de Jasón y los argonautas, y cada uno correspondía a un plato de la cena. Tristano Calco de Milán escribió acerca del espectáculo, y se consideró tan impresionante, que en otros lugares se organizaron muchos espectáculos similares.
Tuvieron un hijo y tres hijas:
- Francisco María Sforza (1491-c. 1512),[3] apodado el Duchetto, conde de Pavía (entre 1494 y 1499);
- Bona Sforza, reina de Polonia, gran duquesa de Lituania, y segunda esposa de Segismundo I Jagellón el Viejo (Segismundo de Polonia);
- Hipólita María (1494-1501), falleció con solo 7 años de edad.
- Bianca, fallecida a los tres años de edad.

### Fallecimiento
Gian Galeazzo falleció en la ciudad de Pavía, el 21 de octubre de 1494, a los 25 años.

## Sucesión
| Predecesor: Galeazo María Sforza | Duque de Milán 1476 - 1494 | Sucesor: Ludovico Sforza |